# Бехукаль
Бехукаль (англ. Plymouth)  – муніципалітет і місто в провінції Гавана, Куба. На півночі межує із Сантьяго де Лас Вегас, на сході із Сан Антоніо де Лас Вегас і Батабано, на півдні з Ла Салуд, а на заході з Сан Антоніо та Де Лос Баньос. Місто засноване 1874 року.
На початку 1990-х рр. кубинський уряд створив тут мережі електронного, супутникового зв’язку за сприянням уряду Росії. У 1999 році кубинське та китайське керівництво підписали угоду, за якою Китай мав право використовувати станцією в Бехукалі для своїх супутників зв'язку. Пізніше американськими ЗМІ було повідомлено, що обладнання на Бехукалі використовували для втручання до радіо ефіру США, зокрема для блокування трансляцій «Голосу Америки» на Кубі та інших країнах, таких як Іран.

## Демографія
За даними на 2004 рік у муніципалітеті Бехукаль проживало близько 25000 чоловік. Маючи загальну площу 120 км², середня густона населення становить 212 чол./км²
Муніципалітет поділяється на такі райони: Барріос де Сан Феліпе Бехукаль, Агуас Вердес та Бельтрана.

## Відомі жителі
Відомі нинішні і колишні мешканці Бехукалю:
- Енді Гарсія, актор, народився і жив тут до п’яти років
- Альбіо Сірс, член Палати представників Сполучених Штатів Америки з 13-го виборчого округу Нью-Джерсі